# Beer (dam)

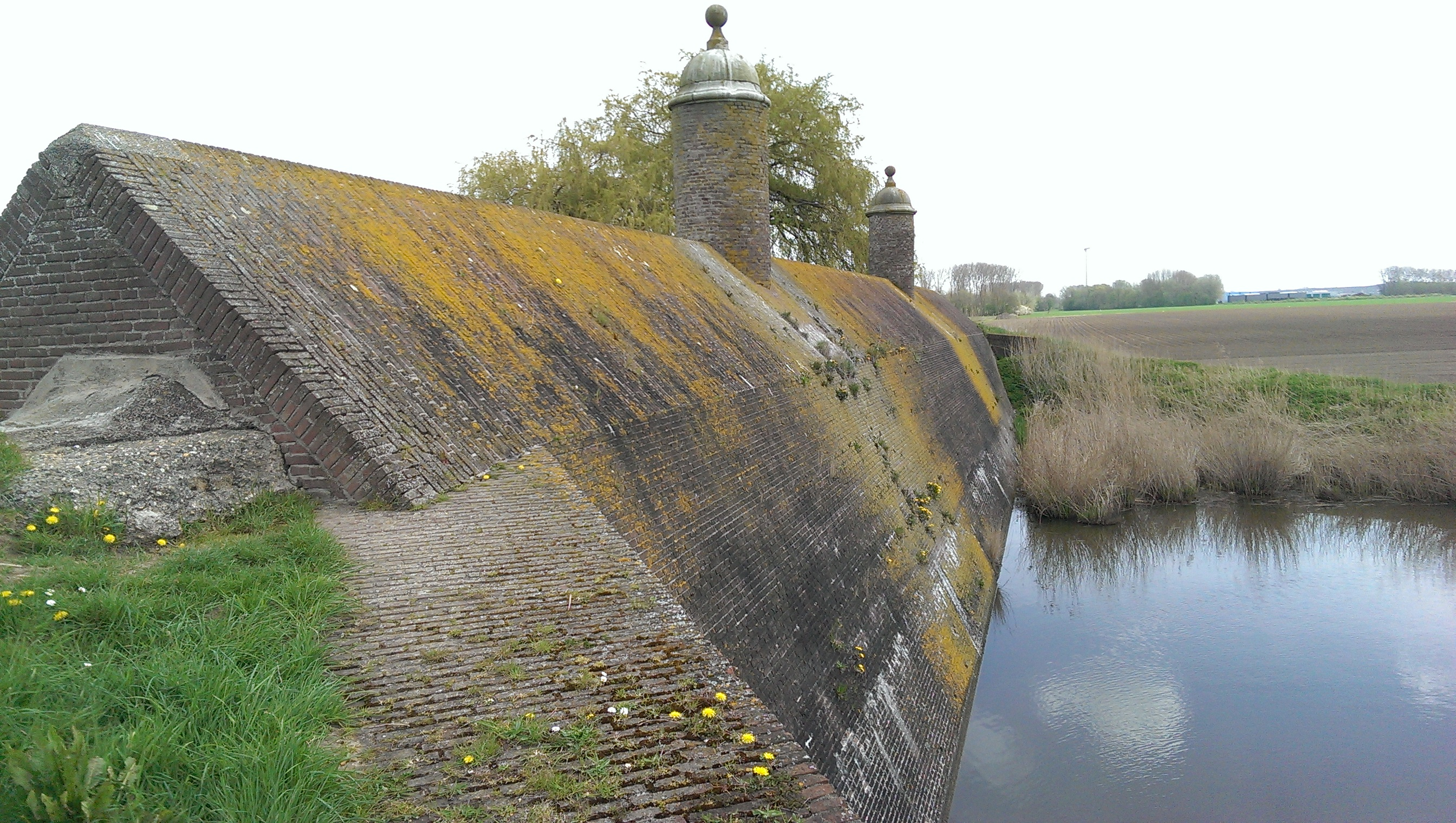
De Stenen Poppen, beer te Klundert

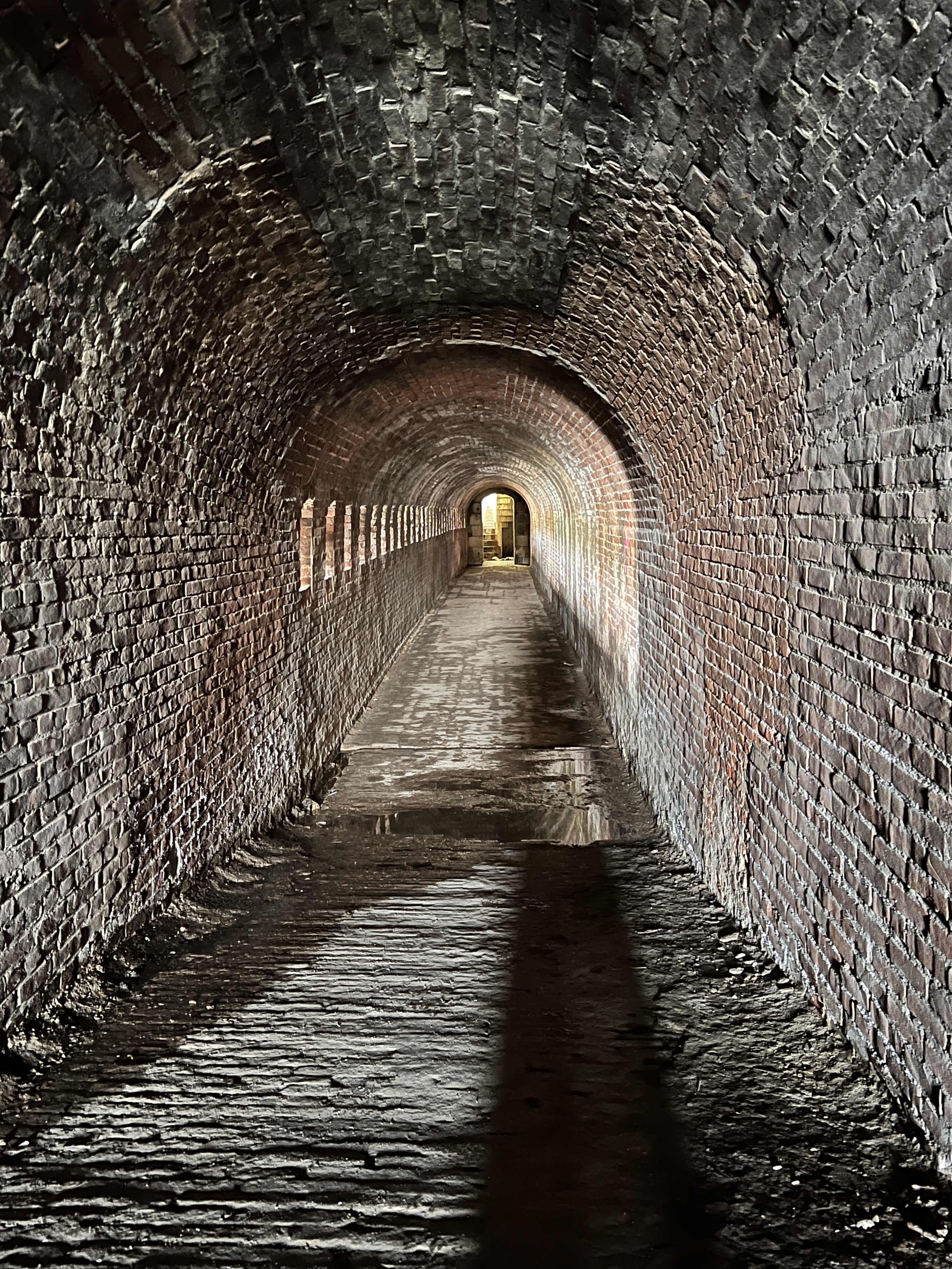
Het interieur van de stenen beer te Veere

Een beer is een gemetselde dam in een vestinggracht. Deze moest het water in de gracht scheiden van een ander water: zee, meer, rivier of kanaal om het waterpeil van de gracht in stand te houden en/of het water van de gracht af te schermen van zout water.
De beer werd voorzien van een spitse rand, de zogenaamde ezelsrug, ook wel dos d’âne of  dodane genomend. Hierop staan monniken of poppen om het oversteken van de gracht over de ezelsrug praktisch onmogelijk te maken. Beren kunnen van binnen open, hol, zijn voor het doorlaten van personeel en sommige zijn voorzien van schietgaten om delen van de gracht met vuur te dekken.
Voorbeelden van voormalige vestingsteden met een beer als scheiding tussen zoet en zout water zijn Brielle, Harderwijk, Gorinchem, Klundert, Naarden, Muiden, Veere, Willemstad en Woudrichem.
Beren werden ook gebruikt om een kruisende waterloop te scheiden van een gracht. De naam van winkelcentrum De Beren in Groningen is gerelateerd aan de dammen die alhier de vestinggracht scheidden van het kruisende Boterdiep. 
Een geïmproviseerde beer, gemaakt van grond en een houten bekleding, wordt aangeduid als roeving.
acces · affuit · approche · arsenaal · banket · barbacane · barbette · bastion · bastei · batterij · bedekte weg · beer · berm · blokhuis · bolwerk · borstwering · bres · buitenwerk · bunker · bonnet-traverse · caponnière · circumvallatielinie · citadel · contravallatielinie · contre-approche · contrefossé · contregarde · coupure· contrescarpe · courtine · couvre-face · cunette · damsluis · Dienst der Fortificatiën · demi-lune · dwingel · enveloppe · erkertoren · escarpe · face · faussebraye · flank · flèche · fort · fossé · glacis · gracht · halve maan · hamei · hoornwerk · inundatie ·  inundatiekanaal · inundatiesluis · Italiaans vestingstelsel · kat · kazemat · keel · kroonwerk · kruithuis · landpoort · linie · lunet · mezekouw · Nieuw Nederlands Vestingstelsel · onderwal · ontmanteling · opril · Oud-Nederlands vestingstelsel · palissade · papenmuts · plongee · polygonaal stelsel · poortgebouw · poterne · pulvertoren · ravelijn · redan · redoute · reduit · retranchement · rondeel · saillant · sas · schans · schietgat · schilderhuis · schootsveld · singel · sortie · stadsmuur · stadspoort · tamboer · terreplein · tenaille · tobruk · torenfort · traverse · valhek · verdedigingswerk · vesting · vestingstad · voorwerk · wal · walstraat · waltoren · wapenplaats · waterlinie · waterpoort · weermuur · wolfskuil · zwaluwstaart